# 七貴村
七貴村（ななきむら）は、長野県北安曇郡にあった村。現在の安曇野市明科七貴・池田町中鵜にあたる。

## 地理
- 山：押野山
- 河川：犀川、高瀬川

## 歴史
- 1875年（明治8年）2月18日 - 筑摩県安曇郡中之郷村・鵜山村・押野村・塩川原村・荻原村・荻原新田村が合併して七貴村となる。
- 1876年（明治9年）8月21日 - 長野県の所属となる。
- 1879年（明治12年）1月4日 - 郡区町村編制法の施行により、北安曇郡の所属となる。
- 1889年（明治22年）4月1日 - 町村制の施行により、七貴村が単独で自治体を形成。
- 1956年（昭和31年）9月30日 - 東筑摩郡明科町と合併し、改めて東筑摩郡明科町が発足。同日七貴村廃止。
- 1957年（昭和32年）3月31日 - 旧村域の一部（中之郷・鵜山）が池田町に編入。

## 交通

### 道路
- 国道19号